# موزه هنر کالج بودین

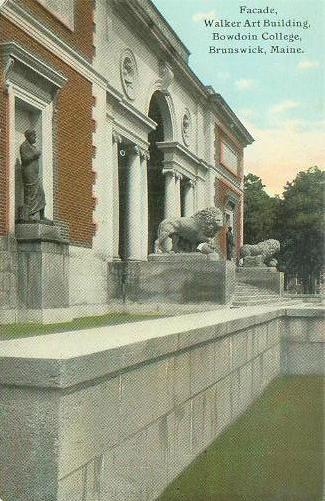
ساختمان هنر واکر

موزه هنر کالج بودین (انگلیسی: Bowdoin College Museum of Art) یک موزه هنر است که در برانسویک، مین واقع شده است.